# Miasteckie Jeziora Lobeliowe
Miasteckie Jeziora Lobeliowe este o arie protejată (sit de importanță comunitară — SCI) din Polonia întinsă pe o suprafață de 1.372,46 ha, integral pe uscat.

## Localizare
Centrul sitului Miasteckie Jeziora Lobeliowe este situat la coordonatele 54°02′24″N 17°03′33″E / 54.0401°N 17.0593°E.

## Înființare
Situl Miasteckie Jeziora Lobeliowe a fost declarat sit de importanță comunitară în august 2007 pentru a proteja 1 specie de plante și 2 specii de animale.

## Biodiversitate
Situată în ecoregiunea continentală, aria protejată conține 10 habitate naturale: Ape oligotrofe din câmpii nisipoase, cu un conținut foarte redus de minerale (Littorelletalia uniflorae), Lacuri eutrofice naturale cu vegetație de tip Magnopotamion sau Hydrocharition, Lacuri și iazuri distrofice naturale, Fânețe de joasă altitudine (Alopecurus pratensis, Sanguisorba officinalis), Turbării active, Mlaștini oligotrofe degradate, capabile încă de regenerare naturală, Mlaștini turboase de tranziție și turbării mișcătoare, Păduri de fag Luzulo-Fagetum, Mlaștini împădurite, Păduri aluvionare cu Alnus glutinosa și Fraxinus excelsior (Alno-Padion, Alnion incanae, Salicion albae).
La baza desemnării sitului se află mai multe specii protejate:
- plante (1): Luronium natans
- mamifere (2): castor (Castor fiber), vidră de râu (Lutra lutra)